# Sivasi
Sivasi is een geslacht van weekdieren uit de klasse van de Gastropoda (slakken).

## Soort
- Sivasi bodoni Şahin, Koca & Yildirim, 2012